# Economia pós-escassez
Pós-escassez é uma forma alternativa de economia ou engenharia social, em que bens, serviços e informação são universalmente acessíveis.
Isso exigiria um sofisticado sistema de reciclagem de recursos, em conjunto com sistemas tecnologicamente automatizados capazes de converter matérias-primas em produtos finais.

## O problema da escassez
A escassez é o problema econômico fundamental de ter aparentemente necessidades e desejos humanos ilimitados, em um mundo de recursos limitados. Afirma que a sociedade tem insuficiência de recursos produtivos para satisfazer todas necessidades e desejos  humanos. Alternativamente, a escassez implica que nem todos os objetivos da sociedade podem ser buscados ao mesmo tempo; um bem tem que ser escolhido sobre o outro. Portanto, o termo "economia pós-escassez" pode ser um pouco paradoxo. Citando o ensaio de 1932 de Lionel Robbins, ciência da economia é "a ciência que estuda o comportamento humano como uma relação entre finalidades e recursos escassos com usos alternativos."
Entretanto, na economia marxista, a escassez é dita periférica. Os desejos humanos na prática não são assumidos como infinitos, mas variáveis e fundamentalmente condicionados. A escassez, ao contrário, é secundária na questão da diferença de distribuição dentro de uma sociedade devido à classe social, principalmente entre a classe produtora (exemplo: escravos, camponeses, proletariado) e a classe que acumula riquezas através da exploração do trabalho dos outros (exemplo: proprietários de escravos, senhores de terra, burguesia).

## Meios

### Tecnologia especulativa
A maioria das visões de sociedades pós-escassez assumem a existência de novas tecnologias que tornam muito mais fácil para a sociedade produzir quase todos os bens em grande abundância, dado matérias-primas e energia. Formas mais especulativas de nanotecnologia (como montadores moleculares ou nanofábricas) levantam a possibilidade de dispositivos que podem fabricar automaticamente quaisquer bens específicos dadas as instruções corretas, matérias-primas e energia necessárias. Mesmo antes que esse nível de tecnologia possa ser alcançado, Fab Labs e automação industrial avançadas poderiam ser capazes de produzir a maioria dos bens físicos que as pessoas desejam, com uma quantidade mínima de trabalho humano necessário.
Quanto às matérias-primas e a energia necessárias para esses sistemas de produção automatizados, máquinas auto-replicantes de mineração automatizada poderiam andar livremente no cinturão de asteroides ou outras áreas de espaço com enormes quantidades de matérias-primas inexploradas poderiam fazer com que os preços desses materiais despencassem. Novas fontes de energia, tais como a energia de fusão ou satélites de energia solar poderiam fazer o mesmo para a energia, especialmente se as usinas/satélites de energia pudessem ser construídas de uma forma altamente automatizadas, assim, seu número seria limitado apenas por matérias-primas e energia.